# Musa Kan Hazara
Musa Kan Hazara, pakistanski general, * 20. oktober 1908, † 12. marec 1991.
Kan Hazara je bil načelnik generalštaba Pakistanske kopenske vojne med letoma 1958 in 1969.